# Vulkan (Planet)

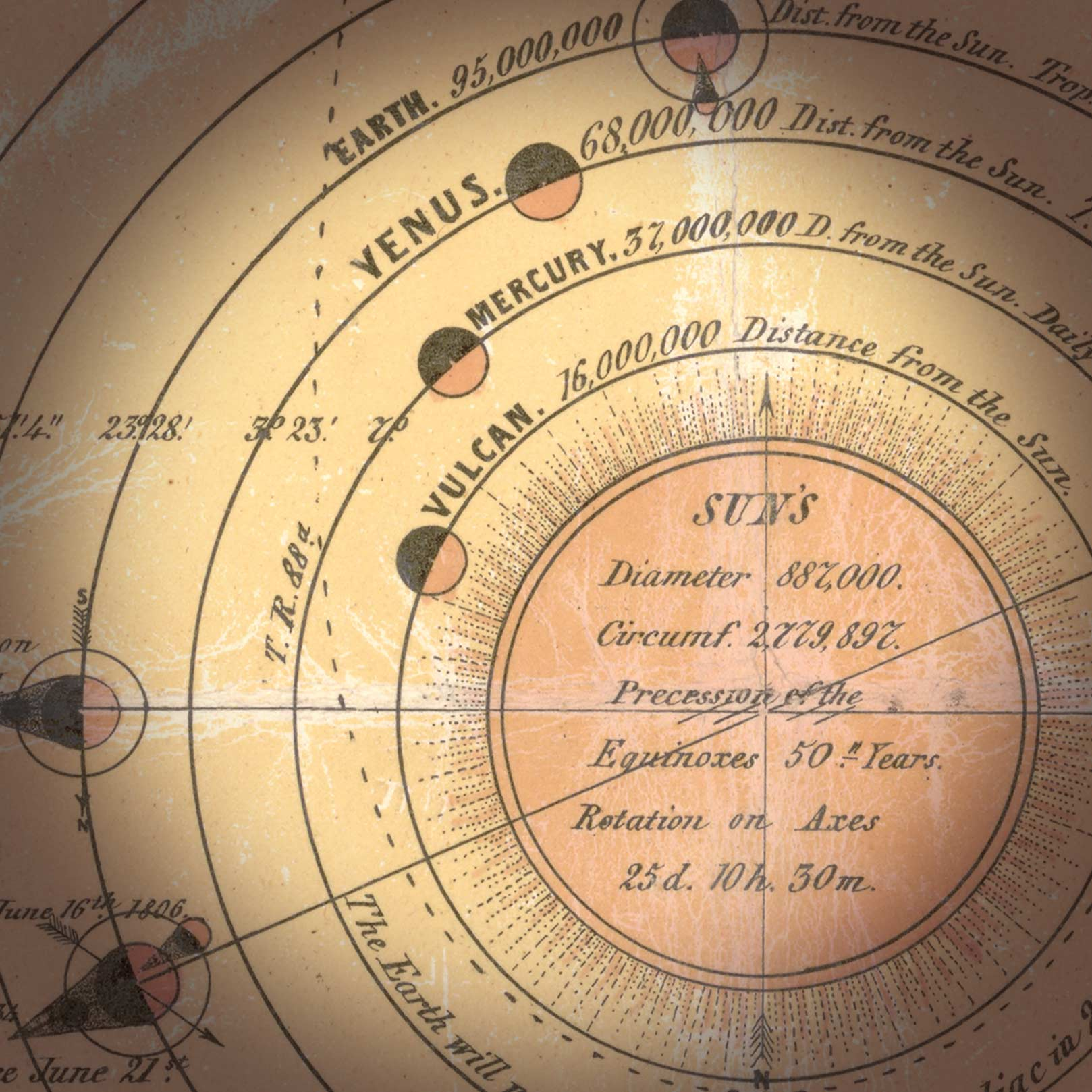
Der Planet Vulkan in einer Darstellung des Sonnensystems von 1846

Vulkan, auch Vulcanus, ist der Name eines hypothetischen Planeten innerhalb der Merkurbahn, dessen Existenz angenommen wurde, um die Periheldrehung von Merkur restlos zu erklären. Als die Periheldrehung des Merkurs durch die allgemeine Relativitätstheorie erklärt werden konnte, verlor die Vulkan-Hypothese ihre Notwendigkeit und gleichzeitig ihre Bedeutung.

## Die Hypothese
Im 19. Jahrhundert stellte man bei Bahnbeobachtungen des Merkur fest, dass seine tatsächliche Umlaufbahn von der Form einer Kepler-Ellipse abweicht. Während jedes Bahnumlaufs verschiebt sich das Perihel des Merkur (Periheldrehung). Diese Abweichung wurde auf eine Größe von 574″ (Bogensekunden) je 100 Jahren bestimmt und konnte mithilfe des Newtonschen Gravitationsgesetzes durch die Störeinflüsse der anderen Planeten größtenteils erklärt werden. Der Fehler konnte so auf 43″ pro Jahrhundert reduziert werden. Auch wenn dieser Betrag sehr klein ist, bleibt das Ergebnis unvereinbar mit der Himmelsmechanik nach Isaac Newton. Erst mit der allgemeinen Relativitätstheorie von Albert Einstein ist dieser Effekt der Periheldrehung hinreichend erklärbar.
Die Existenz eines Planeten innerhalb der Merkurbahn wurde 1859 von dem französischen Mathematiker und Astronomen Urbain Le Verrier postuliert, um diese Abweichung zu erklären. In einer Vorlesung am 2. Januar 1860 in Paris vertrat er mit guten Gründen seine Vermutung. 1846 hatte Le Verrier bereits die Bahn des damals noch unentdeckten Planeten Neptun durch Beobachtungen der Bahnstörungen des Uranus berechnet. Kurze Zeit später entdeckte Johann Gottfried Galle den Planeten nur ein Grad von der vorhergesagten Position entfernt. Vor diesem geschichtlichen Hintergrund erschien für Le Verrier die Existenz von Vulkan plausibel; und zahlreiche Astronomen in aller Welt versuchten, ihn zu finden.

## Die Suche nach Vulkan
Beobachtungen eines Objekts innerhalb der Merkurbahn sind sehr schwierig, da das Teleskop auf einen Punkt gerichtet werden muss, der sehr dicht an der Sonne liegt, wo der Himmel niemals schwarz ist. Zudem kann ein Fehler in der Ausrichtung des Teleskops die Optik beschädigen und beim Beobachter schwere, irreversible Augenschäden verursachen. Die extreme Helligkeit kann außerdem Lichtreflexe in der Optik hervorrufen, die den Beobachter verwirren und ihn Objekte sehen lassen, die gar nicht existieren.
Über ein halbes Jahrhundert lang versuchten Astronomen, den hypothetischen Planeten Vulkan aufzuspüren, vor allem während Sonnenfinsternissen. Dabei gab es zahlreiche falsche Alarme und Verwechslungen, oder optisch benachbarte Sterne wurden für den gesuchten Planeten gehalten. So erging es unter anderem dem Asteroidenforscher James Craig Watson, dem Direktor am Detroit Observatory. Als Le Verrier 1877 starb, war er immer noch davon überzeugt, Vulkan gefunden zu haben. Mit seinem Tod ging die Suche nach der Planetenfiktion stark zurück, da die meisten Astronomen dessen Existenz nach Jahren ergebnisloser Suche inzwischen anzweifelten. Der 123-fache Asteroiden-Entdecker Johann Palisa versuchte es nochmals bei einer Tahiti-Expedition 1883.
Da die Suche nach dem vermuteten Planeten trotz intensiver Nachforschung erfolglos blieb, wurden alternative Hypothesen als Erklärung für den Wert der gemessenen Bahn des Merkurs aufgestellt. Dazu gehört die Vermutung, dass es zwischen Merkur und Sonne nicht einen kompakten Planeten, sondern eine Vielzahl von Vulkanoiden genannten kleineren Gesteinskörpern gebe. Die Vulkanoiden würden ähnlich wie der Asteroidengürtel einen ungleichmäßigen Ring um die Sonne bilden. Sie wären zu klein, um mit den damaligen astronomischen Mitteln nachgewiesen zu werden. Ihre Gravitation würde jedoch die Bahn des Merkurs beeinflussen. Ein anderer Erklärungsansatz für die Anomalien der Merkurbahn postulierte eine Abplattung der Sonne, die aber nicht im ausreichenden Maße nachzuweisen war.
Seitdem Einstein 1916 seine allgemeine Relativitätstheorie veröffentlichte und die Periheldrehung des Merkur mit der Wirkung der Sonne auf die umgebende Raumstruktur fast vollständig erklärt hat, ist die Hypothese von Vulkan zwar überflüssig, doch manche Forscher postulieren nun an seiner Stelle einen dünnen Asteroidengürtel aus sogenannten Vulkanoiden. Mögliche bevorzugte Bahnbereiche dieser potentiellen Asteroiden wurden bei 0,18 und 0,15 AE Sonnenabstand errechnet.
Zu einem kurzen Wiederaufleben der Vulkan-Hypothese kam es um 1970, als einige Forscher meinten, während der totalen Sonnenfinsternis in jenem Jahr lichtschwache Objekte nahe der Sonne beobachtet zu haben. Der amerikanische Astronom Henry Courten, Professor am Dowling College in Oakdale (USA), glaubte, darin gewichtige Hinweise für solch einen sogenannten intramerkuriellen Planeten gefunden zu haben. Nach seinen Berechnungen sollte der Vulkan mit einer großen Bahnhalbachse von 14,4 Millionen Kilometern die Sonne in etwa elf Tagen einmal umlaufen und einen Durchmesser zwischen 300 und 800 Kilometern haben. Bei den beobachteten Objekten hat es sich möglicherweise um lichtschwache Kometen gehandelt, ähnlich den späteren, die nahe der Sonne beobachtet werden konnten und teils sogar in sie hineingestürzt sind.

## Vulkantransit
Als Vulkantransit bezeichnet man das von der Erde aus beobachtete hypothetische Vorbeiziehen Vulkans vor der Sonnenscheibe, was bei einem derart sonnennahen Planeten sehr häufig vorkommen müsste. Vor allem im 18. und 19. Jahrhundert gab es immer wieder Berichte von solchen Beobachtungen.
Es konnte nie geklärt werden, was die Beobachter damals vor der Sonnenscheibe vorbeiziehen sahen. Zwar dürfte es sich in einigen Fällen um Fehler in der Optik gehandelt haben, doch ist zumindest ein Fall aus dem 18. Jahrhundert bekannt, an dem zwei Beobachter an verschiedenen Orten den Vorbeizug eines unbekannten Objektes vor der Sonne notierten.
Hierbei könnte es sich um einen Asteroiden gehandelt haben. Allerdings ist bis heute noch kein Asteroidentransit vor der Sonne registriert worden. Sonnenflecken können jedenfalls ausgeschlossen werden, da sie über zehn Tage von einer Seite der Sonne zur anderen benötigen und im 18. Jahrhundert bereits bekannt waren.